# Victor Chandler Poker Cup
Der Victor Chandler Poker Cup (oftmals abgekürzt als The Victor Poker Cup oder The VC Poker Cup) war ein Pokerturnier in London, das zweimal ausgetragen und von Sky Sports übertragen wurde.

## 2004

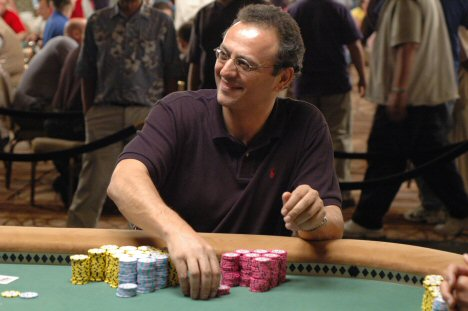
Harry Demetriou (2005)

Das Turnier hatte einen Buy-in von 5000 Pfund und wurde erstmals am 23. und 24. Juli 2004 abgehalten. 100 Spieler nahmen beim Event der Variante No Limit Hold’em teil, 10 von ihnen erreichten die bezahlten Plätze. Das Turnier wurde dafür bekannt, dass drei von vier Teilnehmern des Hendon Mob sowie ihr inoffizielles fünftes Mitglied John Kabbaj am gleichen Finaltisch spielten.
| Platz | Herkunft               | Spieler         | Preisgeld (in £) |
| ----- | ---------------------- | --------------- | ---------------- |
| 1     | Vereinigtes Konigreich | Harry Demetriou | 250.000          |
| 2     | Vereinigtes Konigreich | Ram Vaswani     | 125.000          |
| 3     | Irland                 | Paul Leckey     | 050.000          |
| 4     | Vereinigtes Konigreich | Ross Boatman    | 030.000          |
| 5     | Vereinigtes Konigreich | Garry Bush      | 015.000          |
| 6     | Vereinigtes Konigreich | Sean Murphy     | 010.000          |
| 7     | Vereinigtes Konigreich | Julian Gardner  | 005.000          |
| 8     | Vereinigtes Konigreich | Joe Beevers     | 005.000          |
| 9     | Vereinigtes Konigreich | John Kabbaj     | 005.000          |
| 10    | Vereinigtes Konigreich | Rory McIntyre   | 005.000          |

## 2005

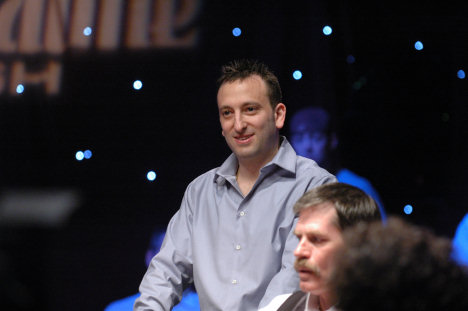
Tony Bloom (2005)

Das Turnier wurde vom 1. bis 5. August 2005 veranstaltet. Von den 96 Teilnehmern erreichten 12 das Halbfinale. In den beiden Halbfinals wurden die sechs Finalisten ausgespielt.

### Halbfinale 1
| Platz | Herkunft               | Spieler         | Preisgeld (in £) |
| ----- | ---------------------- | --------------- | ---------------- |
| 1.    | Norwegen               | Rolf Inge Kavik | Finale           |
| 2     | Iran                   | Ben Roberts     | Finale           |
| 3     | Vereinigtes Konigreich | Xuyen Pham      | Finale           |
| 4     | Vereinigtes Konigreich | John Kabbaj     | 11.000           |
| 5     | Neuseeland             | Lee Nelson      | 09.000           |
| 6     | Vereinigtes Konigreich | Stuart Fox      | 07.000           |

### Halbfinale 2
| Platz | Herkunft               | Spieler          | Preisgeld (in £) |
| ----- | ---------------------- | ---------------- | ---------------- |
| 1     | Vereinigtes Konigreich | Tony Bloom       | Finale           |
| 2     | Norwegen               | Jan Sjavik       | Finale           |
| 3     | Vereinigtes Konigreich | Kevin O’Leary    | Finale           |
| 4     | Norwegen               | Thomas Gundersen | 11.000           |
| 5     | Vereinigtes Konigreich | Robert Cooper    | 09.000           |
| 6     | Australien             | Richard Holmes   | 07.000           |

### Finale
| Platz | Herkunft               | Spieler         | Preisgeld (in £) |
| ----- | ---------------------- | --------------- | ---------------- |
| 1     | Vereinigtes Konigreich | Tony Bloom      | 200.000          |
| 2     | Norwegen               | Rolf Inge Kavik | 100.000          |
| 3     | Iran                   | Ben Roberts     | 050.000          |
| 4     | Norwegen               | Jan Sjavik      | 035.000          |
| 5     | Vereinigtes Konigreich | Kevin O’Leary   | 025.000          |
| 6     | Vereinigtes Konigreich | Xuyen Pham      | 016.000          |